# GD
El GD fou un automòbil dissenyat pel pilot belga establert a Catalunya Gilbert Dutrieu i fabricat a Barcelona el 1924. No se'n coneixen gaire més dades.